# Haltere la Jocurile Olimpice de vară din 2020 - feminin 64 kg
Proba de haltere categoria 64 de kg feminin de la Jocurile Olimpice de vară din 2020 de la Tokyo a avut loc la data de 27 iulie 2021, la Tokyo International Forum.

## Program
Orele sunt ora Japoniei (UTC+9) 
| Data                 | Ora   | Etapă   |
| -------------------- | ----- | ------- |
| Marți, 27 iulie 2021 | 11:50 | Grupa B |
| Marți, 27 iulie 2021 | 19:50 | Grupa A |

## Rezultate
| Loc | Sportivă              | Țară            | Grupa | Greutate | Smuls (kg) | Smuls (kg) | Smuls (kg) | Smuls (kg) | Aruncat (kg) | Aruncat (kg) | Aruncat (kg) | Aruncat (kg) | Total |
| Loc | Sportivă              | Țară            | Grupa | Greutate | 1          | 2          | 3          | Rezultat   | 1            | 2            | 3            | Rezultat     | Total |
| --- | --------------------- | --------------- | ----- | -------- | ---------- | ---------- | ---------- | ---------- | ------------ | ------------ | ------------ | ------------ | ----- |
| 1   | Maude Charron         | Canada          | A     | 63,30    | 102        | 105        | 108        | 105        | 128          | 128          | 131          | 131          | 236   |
| 2   | Giorgia Bordignon     | Italia          | A     | 63,70    | 98         | 101        | 104        | 104        | 121          | 126          | 128          | 128          | 232   |
| 3   | Chen Wen-huei         | Taipeiul Chinez | A     | 63,90    | 97         | 100        | 103        | 103        | 127          | 130          | 130          | 127          | 230   |
| 4   | Sarah Davies          | Marea Britanie  | A     | 63,90    | 97         | 100        | 100        | 100        | 127          | 127          | 133          | 127          | 227   |
| 4   | Mercedes Pérez        | Columbia        | A     | 63,70    | 101        | 101        | 105        | 101        | 126          | 131          | 131          | 126          | 227   |
| 6   | Angie Palacios        | Ecuador         | A     | 63,55    | 100        | 104        | 108        | 104        | 122          | 127          | 127          | 122          | 226   |
| 7   | Elreen Ando           | Filipine        | A     | 63,15    | 96         | 99         | 100        | 100        | 118          | 122          | 122          | 122          | 222   |
| 8   | Marina Rodríguez      | Cuba            | A     | 64,00    | 95         | 98         | 98         | 98         | 118          | 123          | 123          | 123          | 221   |
| 9   | Nuray Levent          | Turcia          | A     | 63,10    | 97         | 100        | 103        | 100        | 116          | 120          | 124          | 120          | 220   |
| 10  | Lisa Schweizer        | Germania        | A     | 63,60    | 97         | 100        | 102        | 100        | 117          | 121          | 121          | 117          | 217   |
| 11  | Kiana Elliott         | Australia       | B     | 63,40    | 93         | 97         | 101        | 101        | 108          | 108          | 111          | 108          | 209   |
| 12  | Sema Ludrick          | Nicaragua       | B     | 64,00    | 87         | 87         | 92         | 87         | 110          | 115          | 118          | 115          | 202   |
| 13  | Yasmin Zammit Stevens | Malta           | B     | 63,70    | 84         | 84         | 87         | 84         | 101          | 101          | 105          | 105          | 189   |
| –   | Chaima Rahmouni       | Tunisia         | B     | 62,90    | 88         | 91         | 93         | 91         | 110          | 110          | 111          | –            | –     |